# 미셸 버크
미셸 버크(Michelle Burke, 1970년 11월 30일 ~ )는 미국의 배우이다.

## 영화
- 벤 앤 베카 (2012년)
- LOL (2012년) - 로렌 역
- 위험한 비상구 (1997년)
- 미드나잇 인 세인트 피터스버그 (1995년)
- 마지막 유혹 (1995년)
- 메이저 리그 2 (1994년)
- 닥터슬론 (1993년)
- 멍하고 혼돈스러운 (1993년)
- 콘헤드 대소동 (1993년) - 코니 콘헤드 역